# Вночі вся кров — чорна
«Вночі вся кров — чорна» (фр. Frère d'âme «Рідна душа») — роман французького письменника Давида Діопа, який вперше був опублікований в серпні 2018 року . Відзначено Гонкурівською премією ліцеїстів (2018) і Міжнародною Букерівською премією 2021 року .

## Сюжет
Книга розповідає про долю сенегальського солдата, який воює на стороні Франція в Першій світовій війні.

## Критика
Критики поставилися до роману вельми позитивно. RFI назвало книгу «різкою і уїдливою», зазначивши також «дуже прямий» стиль Діопа .
Газета " Le Monde " заявила, що дана історія володіє «незаперечними літературними якостями» і була дуже вдало опублікована — незадовго до сторіччя з Дня перемир'я .
Журналістка британського видання " The Guardian " Анжеліка Крісафіс охарактеризувала твір як «Несамовитий і поетичний» .
Оглядачка журналу «The Spectator» Сьюзі Фей у своїй рецензії назвала книгу «потужною» .
Лаура Каппель з "The New York Times" похвалила книгу за внесок в «облік колоніальної історії у французькій художній літературі», а нігерійський письменник і критик Чігозі Обіома описав її як «екстраординарний роман про криваву пляму на історії людства».
Письменниця Анна Бранах-Каллас стверджувала, що роман увічнює внесок солдатів французької армії в Першу світову війну, підкреслюючи їх вразливість і сильне психологічне травмування, отримане на лінії фронту.

## Нагорода
15 листопада 2018 року книга була нагороджена Гонкурівською премією ліцеїстів.
У 2021 році твір отримав Міжнародну Букерівську премію, зробивши Діопа першим французьким письменником, удостоєним цієї нагороди.